# Harmony (condado de Price, Wisconsin)
Harmony es un pueblo ubicado en el condado de Price en el estado estadounidense de Wisconsin. En el Censo de 2010 tenía una población de 222 habitantes y una densidad poblacional de 2,41 personas por km².

## Geografía
Harmony se encuentra ubicado en las coordenadas 45°34′52″N 90°30′45″O / 45.58111, -90.51250. Según la Oficina del Censo de los Estados Unidos, Harmony tiene una superficie total de 92.12 km², de la cual 90.58 km² corresponden a tierra firme y (1.66%) 1.53 km² es agua.

## Demografía
Según el censo de 2010, había 222 personas residiendo en Harmony. La densidad de población era de 2,41 hab./km². De los 222 habitantes, Harmony estaba compuesto por el 97.75% blancos, el 0% eran afroamericanos, el 0% eran amerindios, el 0% eran asiáticos, el 0% eran isleños del Pacífico, el 1.8% eran de otras razas y el 0.45% pertenecían a dos o más razas. Del total de la población el 1.35% eran hispanos o latinos de cualquier raza.